# Parafia Wniebowzięcia Najświętszej Maryi Panny w Pilchowie
Parafia pw. Wniebowzięcia Najświętszej Maryi Panny w Pilchowie – parafia rzymskokatolicka, należąca do dekanatu Szczecin-Niebuszewo, archidiecezji szczecińsko-kamieńskiej, metropolii szczecińsko-kamieńskiej. W parafii posługują księża diecezjalni. Według stanu na czerwiec 2025  proboszczem parafii był ks. Robert Kaszak.

## Miejsca święte

### Kościół parafialny
Kościół pw. Wniebowzięcia Najświętszej Maryi Panny w Pilchowie